# ييب تشون
ييب تشون (بالصينية: 葉學準) ولد في 10 يوليو عام 1924. هو معلم وينغ تشون صيني وهو الأكبر بين ولدين، والده هو ييب مان، كان والده معلمًا للوينج تشون، والذي قام بتعليم بروس لي هذا الأسلوب.

## حياته السابقة
ولد ييب هوك-تشون في فوشان، غوانغدونغ في 10 يوليو عام 1924، كان أباه ضابط شرطة ومعلم فنون قتالية وزوجته تشيونغ وينغ سينغ. وفي عام 1949، بعد أن أسس الشيوعيون جمهورية في الصين الشعبية في البر الرئيسي الصيني، غادر والد ييب تشون وزوجته إلى هونغ كونغ وبقي ييب تشون في فوشان لمواصلة دراسته في الجامعة. ومع ذلك، في عام 1962، وبسبب الثورة الثقافية، اضطر ييب تشون وشقيقه الأصغر، يب شينغ، إلى مغادرة فوشان والانتقال إلى هونغ كونغ للانضمام إلى والديهما.

## التعليم
درس ييب التاريخ الصيني والفلسفة والشعر والموسيقى التقليدية والبوذية. وفي عام 1950، أكمل ييب دراسته واختار التدريس كمهنة. بالإضافة إلى تدريس التاريخ والموسيقى، والعلوم الصينية، ساعد ييب أيضًا في تنظيم مسرحيات الأوبرا في قسم الترفيه في فوشان الصيني. وخلال تلك الفترة، حصل على جائزة «الشخص صاحب الإمكانيات الأكبر في الفن الصيني» وعن بحثه في الموسيقى.

## مهنة احترفها
عمل ييب كمحاسب ومراسل صحفي في هونغ كونغ، في ذلك الوقت وفقًا لرغبات والده، وفي عام 1965، شارك ييب في شؤون جمعية الوينغ تشون الرياضية لتعليم الروح العالية للوينغ تشون. وأصبح أحد أعضائها المؤسسين عندما تم تأسيسها رسميًا في عام 1968م. خلال السنوات الثلاث الأولى في الجمعية، تولى ييب دور أمين الصندوق وتم تعيينه فيما بعد رئيسًا لها.

## إنجازات تعليمه لفن الوينغ تشون
في عام 1967، بدأ ييب تعليم فن الوينغ تشون في هونغ كونغ وبعض طلابه الأوائل، مثل ليونغ تشيونغ-واي و هو كاي، وطلاب ييب استمروا لمدة ثلاثة عقود، يتدربون معه. توفي والد ييب في ديسمبر 1972، وقام ييب قبل وفاته بتصوير نفسه وهو يقوم بتمارين سيو نيم تاو و تشوم كيو وخشبة موك يان يونغ حتى لا ينسوا أبنائه التمارين من أجل تعليم الأجيال القادمة. قام ييب تشون بتدريس وعقد حلقات تدريبية في العديد من المدن، بما في ذلك دول مثل أستراليا وإنجلترا والولايات المتحدة.

## روابط خارجية
- ييب تشون على موقع IMDb (الإنجليزية)
- ييب تشون على موقع قاعدة بيانات الفيلم (الإنجليزية)